# John Ganzoni (2e baron Belstead)
John Julian Ganzoni, 2e baron Belstead, baron Ganzoni (30 septembre 1932 - 3 décembre 2005) est un homme politique conservateur britannique et pair qui est Leader de la Chambre des lords sous Margaret Thatcher de 1988 à 1990.

## Jeunesse et éducation
Il est le fils unique de John Ganzoni (1er baron Belstead), avocat et député conservateur d'Ipswich, créé baron Belstead en 1938, et de son épouse Gwendolen Gertrude Turner, fille d'Arthur Turner, d'Ipswich. Il est allé au Collège d'Eton avant d'étudier l'Histoire à Christ Church, Oxford.

## Carrière politique
Belstead montre peu d'intérêt pour la politique au début, et attend six ans après avoir succédé à la pairie, à la mort de son père en 1958, avant de prononcer son premier discours. En 1970, Edward Heath le nomme sous-secrétaire parlementaire de Margaret Thatcher au ministère de l'Éducation et des Sciences. Il est transféré au même rang au Bureau pour l'Irlande du Nord trois ans plus tard. Lorsque Margaret Thatcher ramène les conservateurs au pouvoir en 1979, elle l'envoie au Home Office. Il est ensuite nommé ministre des Affaires étrangères lorsque Peter Carington et son équipe démissionnent après l'invasion des Malouines.
Il rejoint le ministère des Pêches et de l'Alimentation et est retourné au département de l'éducation avant de devenir adjoint de William Stephen Whitelaw le chef de la Chambre des lords. Il succède à Whitelaw à ce poste en 1988, prenant en même temps le poste de Lord du sceau privé. Après avoir perdu son siège au Cabinet, qu'il avait acquis lorsqu'il est devenu Lord du sceau privé, en 1990, il est devenu Paymaster-General et ministre d'Irlande du Nord sous John Major, prenant sa retraite du gouvernement pour devenir président de la Commission des libérations conditionnelles en 1992.
Lors des distinctions honorifiques du Nouvel An 1983, il est admis au Conseil privé. Après que la House of Lords Act 1999 ait supprimé le droit automatique des pairs héréditaires à siéger à la Chambre des Lords, il est créé pair à vie (un honneur rendu à tous les anciens dirigeants de la Chambre des Lords) en tant que baron Ganzoni, de Ipswich dans le comté de Suffolk le 17 novembre 1999. Il donne son nom au nouveau «Belstead Centre» de la Woodbridge School.

## Vie privée
Lord Belstead ne s'est jamais marié. Il est décédé en décembre 2005, à l'âge de 73 ans, et la pairie héréditaire et la baronnie s'éteignent. Il est enterré dans le cimetière de St Mary's, Great Bealings, Suffolk.
Il est franc-maçon actif et président du Board of General Purposes de la Grande Loge unie d'Angleterre . Il est nommé lieutenant adjoint du comté de Suffolk le 2 avril 1979.